# BallinStadt

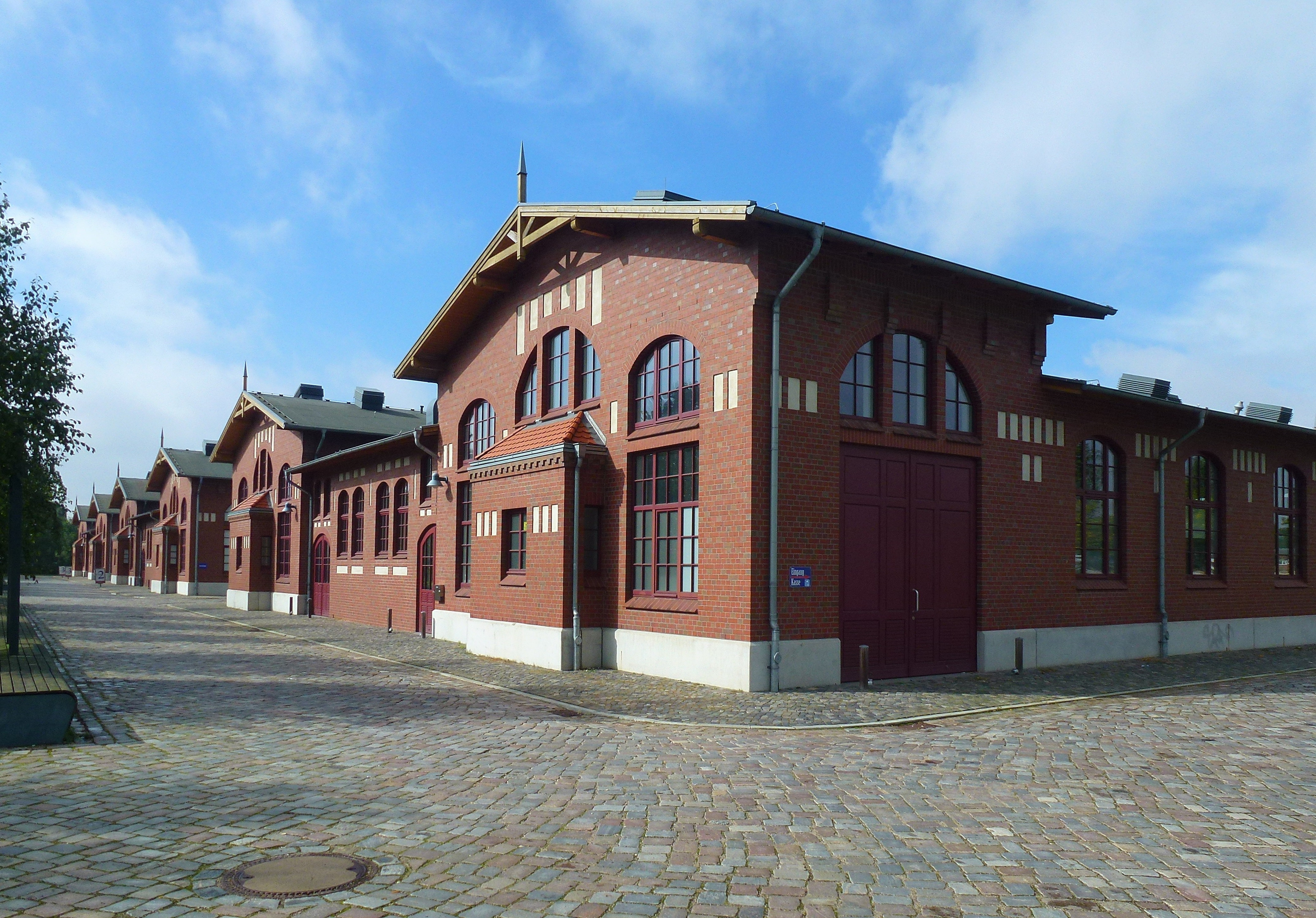
"BallinStadt", utvandrarhallarna, 2015.

BallinStadt är ett museum i Hamburg om utvandringen från Tyskland och Europa som öppnade år 2007. Det ligger på Elbe-ön Veddel i Hamburgs hamn och är inhyst i de så kallade utvandrarhallarna (tyska Auswandererhallen). Området bebyggdes åren 1901–1907 på initiativ av Hapag-redaren Albert Ballin och revs under 1960-talet. Dagens tre museibyggnader är rekonstruktioner som står på ett 30 000 m² stort parkområde.

## Historik

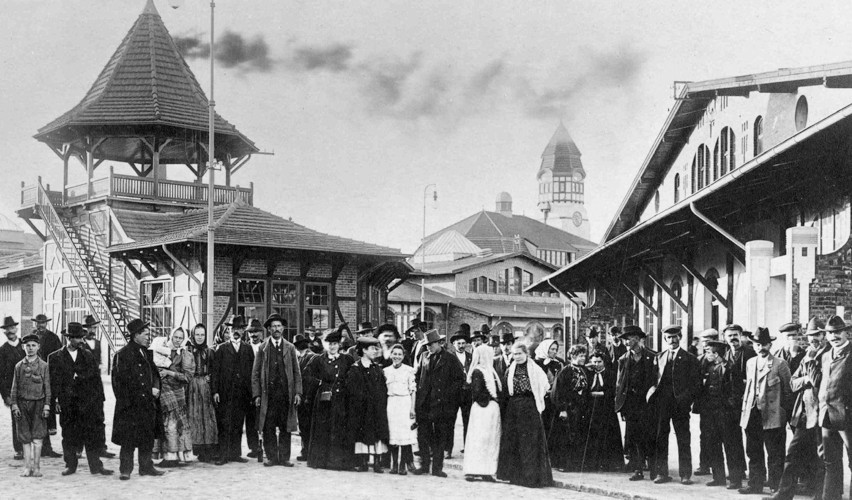
Utvandrare i Ballinstad 1907.

Mellan 1850 och 1939 lämnade över fem miljoner utvandrare Europa via Hamburg. Anledning till denna massutvandring var fattigdom eller politisk och/eller religiös förföljelse. Målet för utvandringen var huvudsakligen Nordamerika. För att tillfälligt kunna härbärgera utvandrarna i väntan på resan lät Albert Ballin, generaldirektör för Hamburg-Amerikanische-Packetfahrt-Actien-Gesellschaft (HAPAG), uppföra ett antal utvandrarbaracker som öppnade den 20 juli 1892 vid Amerikakai i Hamburgs hamn. År 1898 behövdes området för utbyggnaden av hamnen och staden erbjöd ön Veddel som alternativ. 
Anläggningen på Veddel invigdes 1901 och bestod till en början av 15 byggnader. Här fick cirka 1 200 personer en tillfällig bostad under delvis primitiva förhållanden. Mellan 1905 och 1907 uppfördes ytterligare 15 byggnader. Fullt utbyggd fanns här en liten stad med bland annat utvandrarbarackerna, två hotell, en stor bespisningshall, en kyrka, en synagoga, en musikpaviljong, ett sjukhus, stall, mottagningsbyggnad med bad och desinfektion samt en förvaltningsbyggnad. År 1913 passerade över 170 000 emigranter Ballinstadt, vilket var den högsta siffran. Genom Ballins initiativ blev Hamburg Tysklands ledande utvandrarhamn före Bremen.
År 1934 övertogs utvandrarhallarna av staden Hamburg, samma år flyttade Waffen-SS in i några av byggnaderna. 1939 revs en stor del av anläggningen. Efter andra världskriget blev Ballinstad hem för Hamburgs bostadslösa bomboffer. Åren 1962–1963 revs ytterligare några byggnader och den sista hallen försvann 2004.

## Museum

Idag består den tidigare anläggningen av tre rekonstruerade byggnader, invigda i juli 2007 som ett museum över utvandringen. I Haus 1 finns entrén och plats för tillfälliga utställningar. Själva utvandrar-utställningen ligger i Haus 2. Här finns bland annat en del av ett utvandrarfartyg med olika autentiska interiörer. Haus 3 ger en bild och ett intryck av hur det kunde se ut i barackerna under utvandringstiden, exempelvis har en stor sovsal rekonstruerats. I Haus 3 återfinns även en museibutik och en restaurang där man kan sitta och äta som för 100 år sedan. Museets koncept belönades år 2006 – redan innan invigningen – med History Award av den amerikanska TV-kanalen The History Channel.

## Bilder, utställning

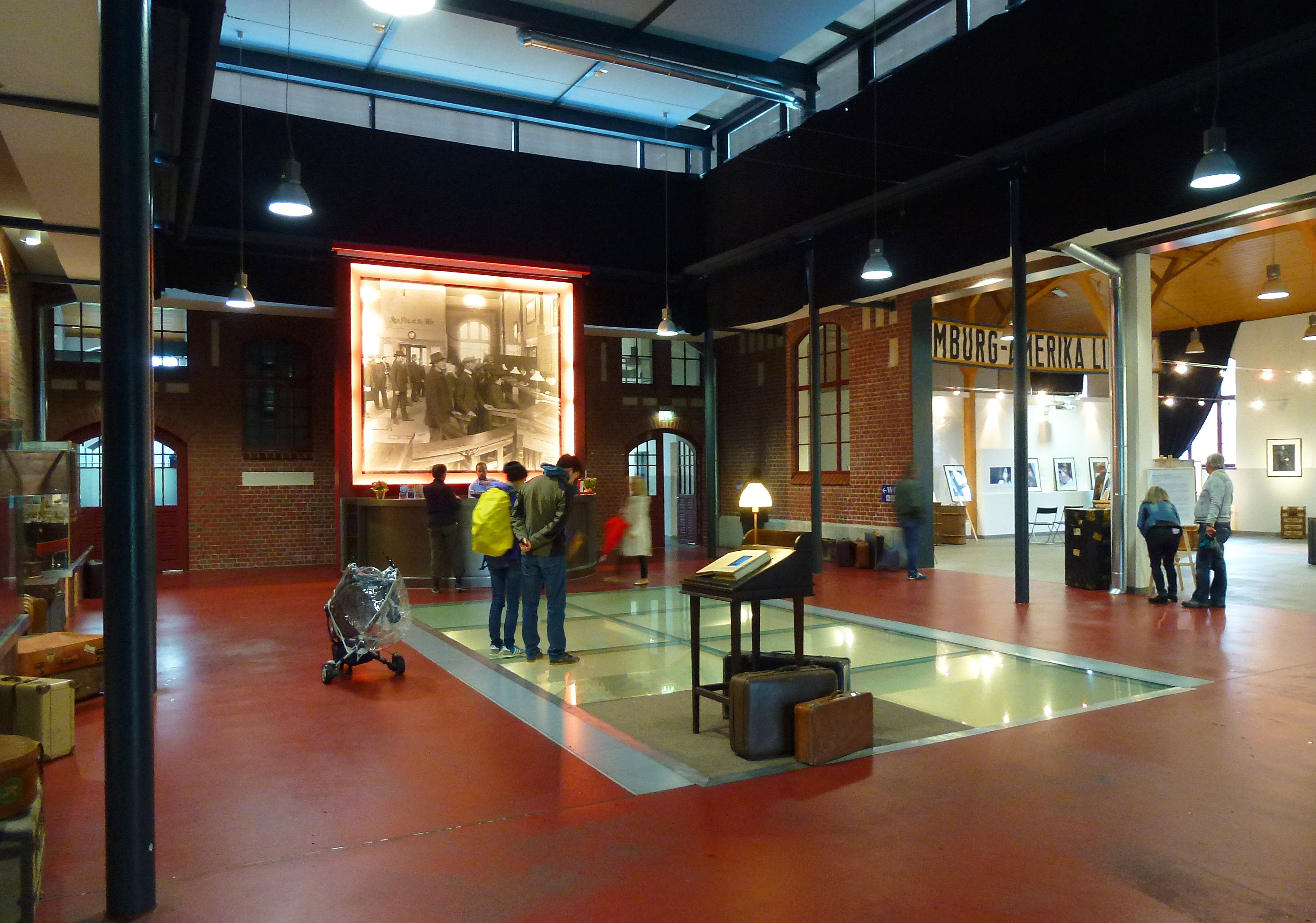
Entréområdet
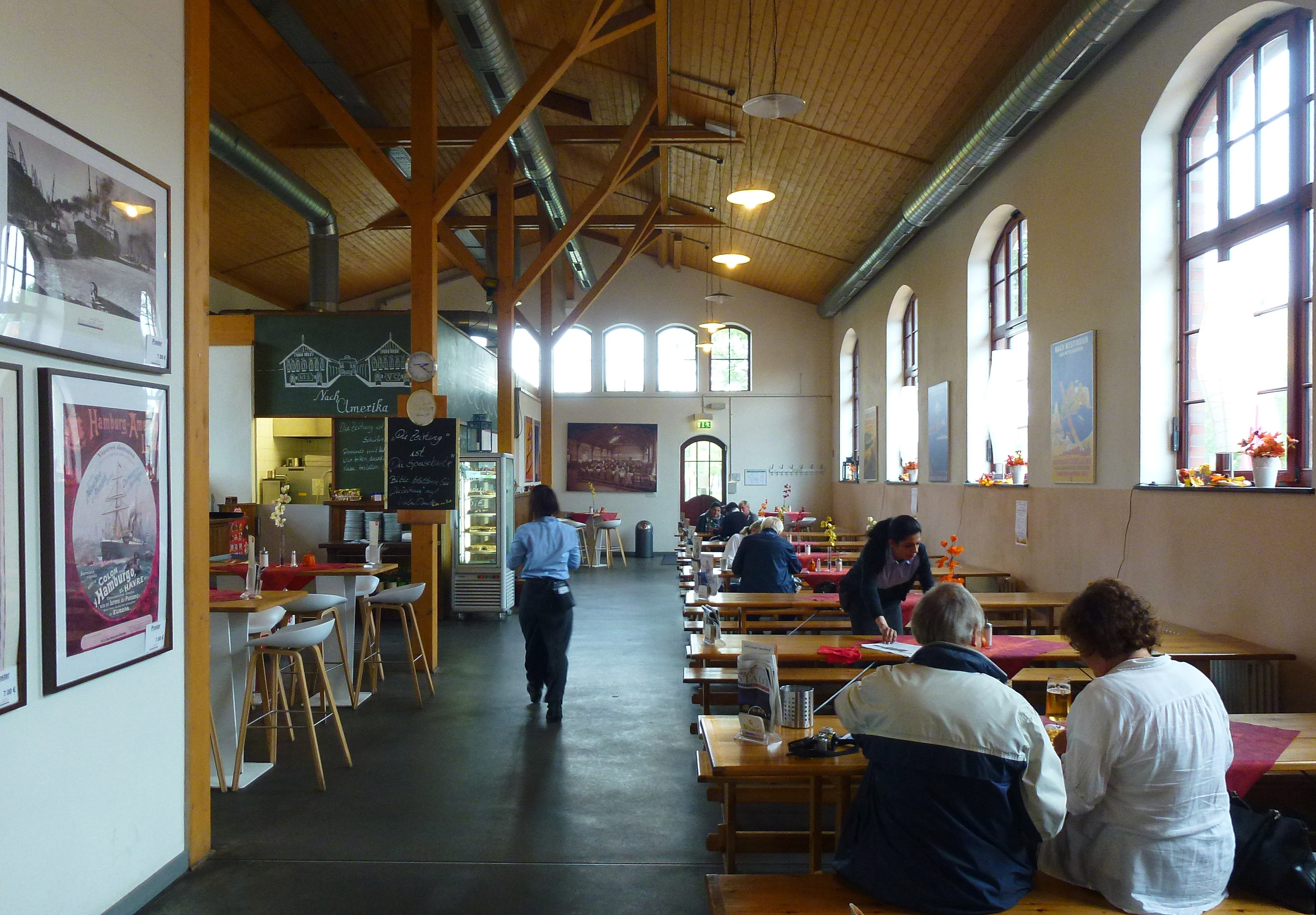
Restaurangen
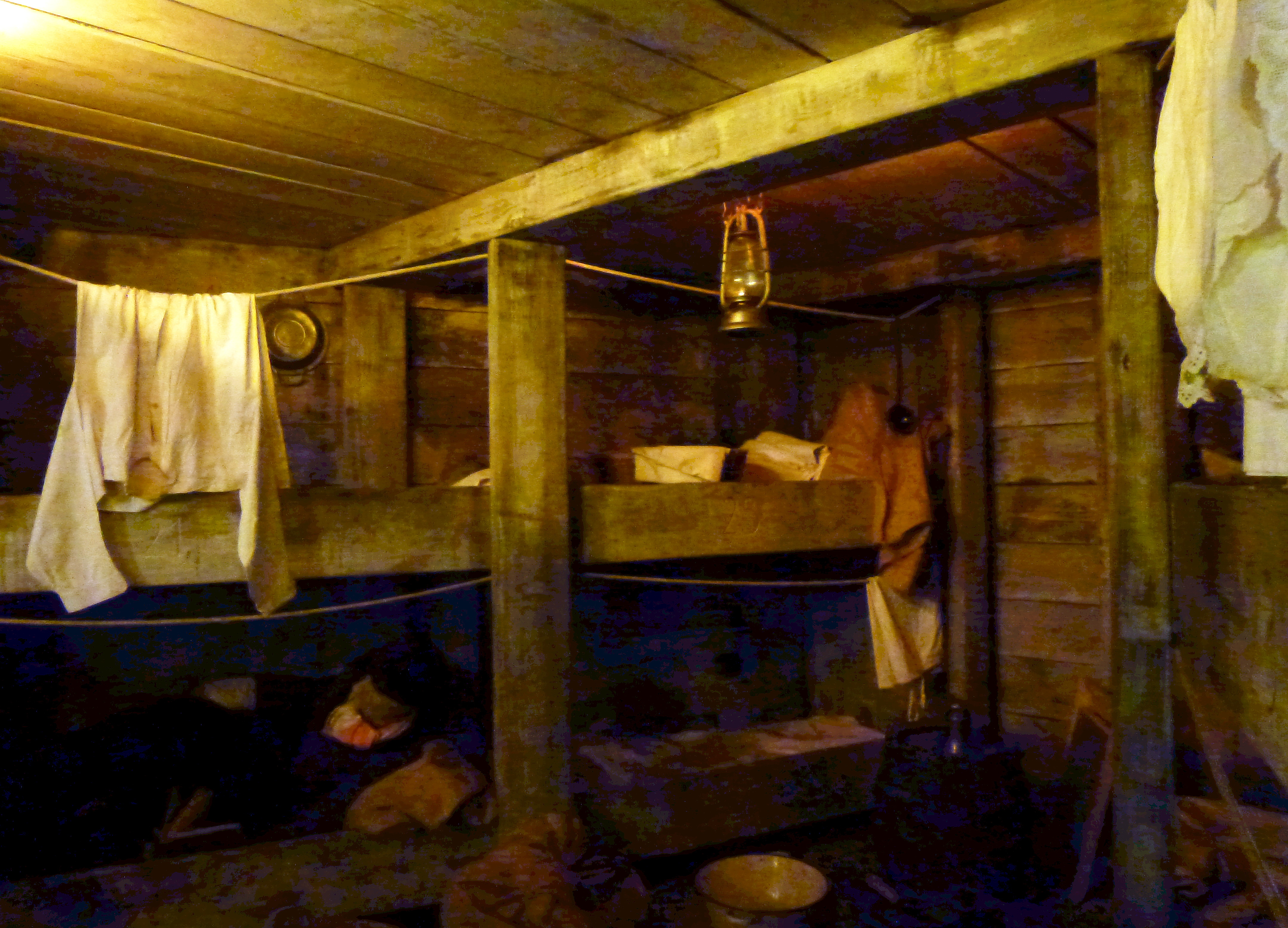
Sovkojer, klass 3
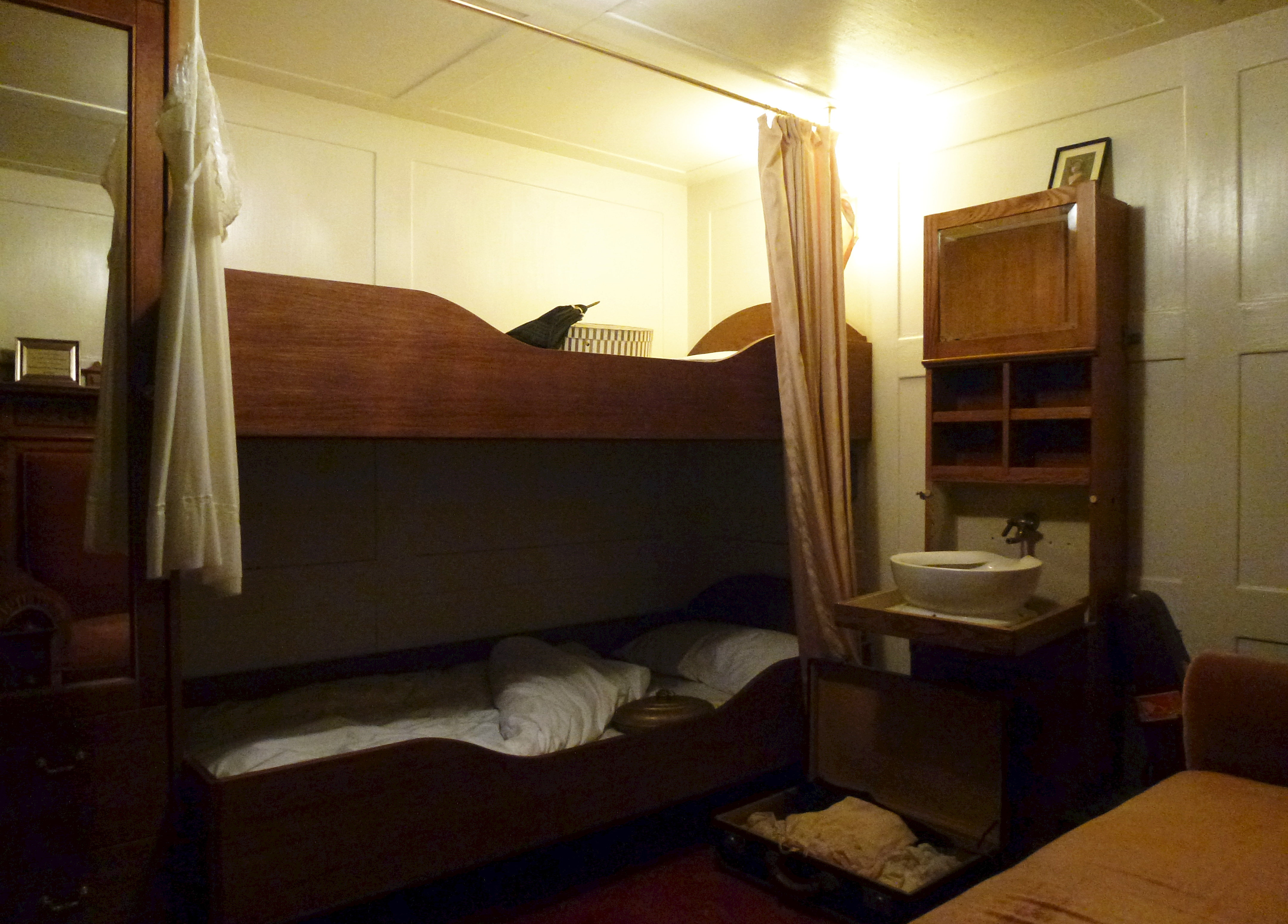
Sovkojer, klass 1
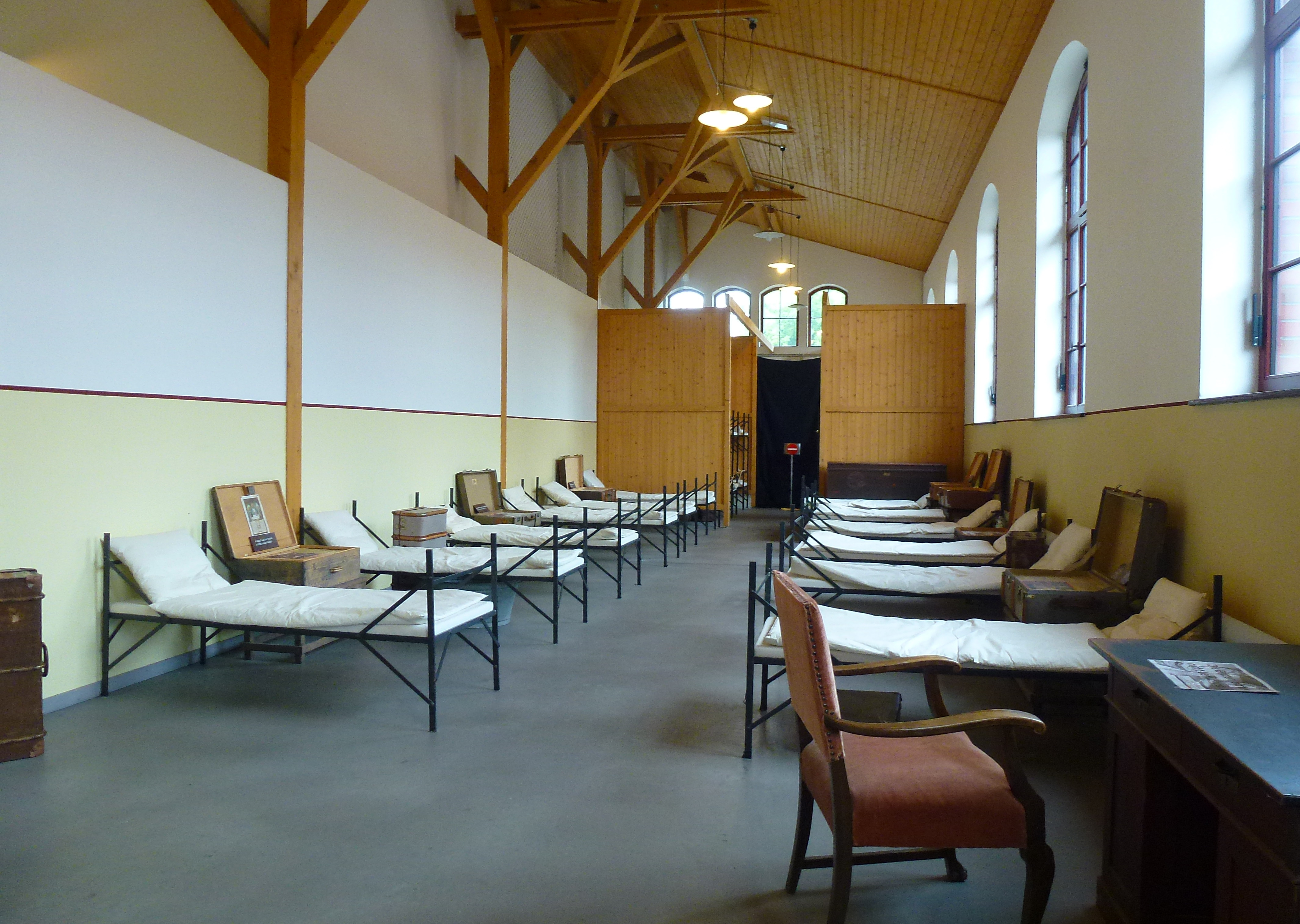
Sovsalen i Haus 3
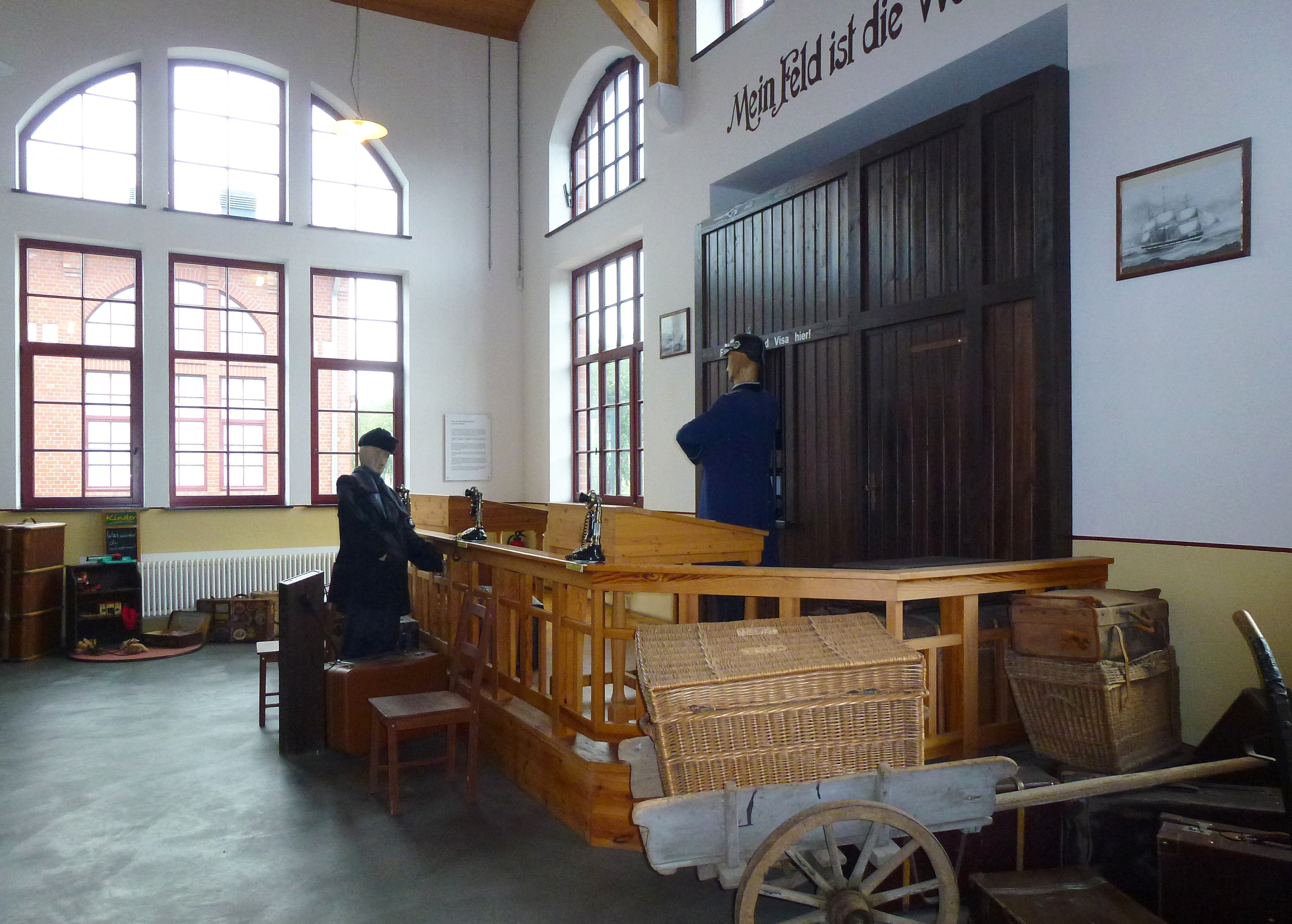
Myndighetskontroll
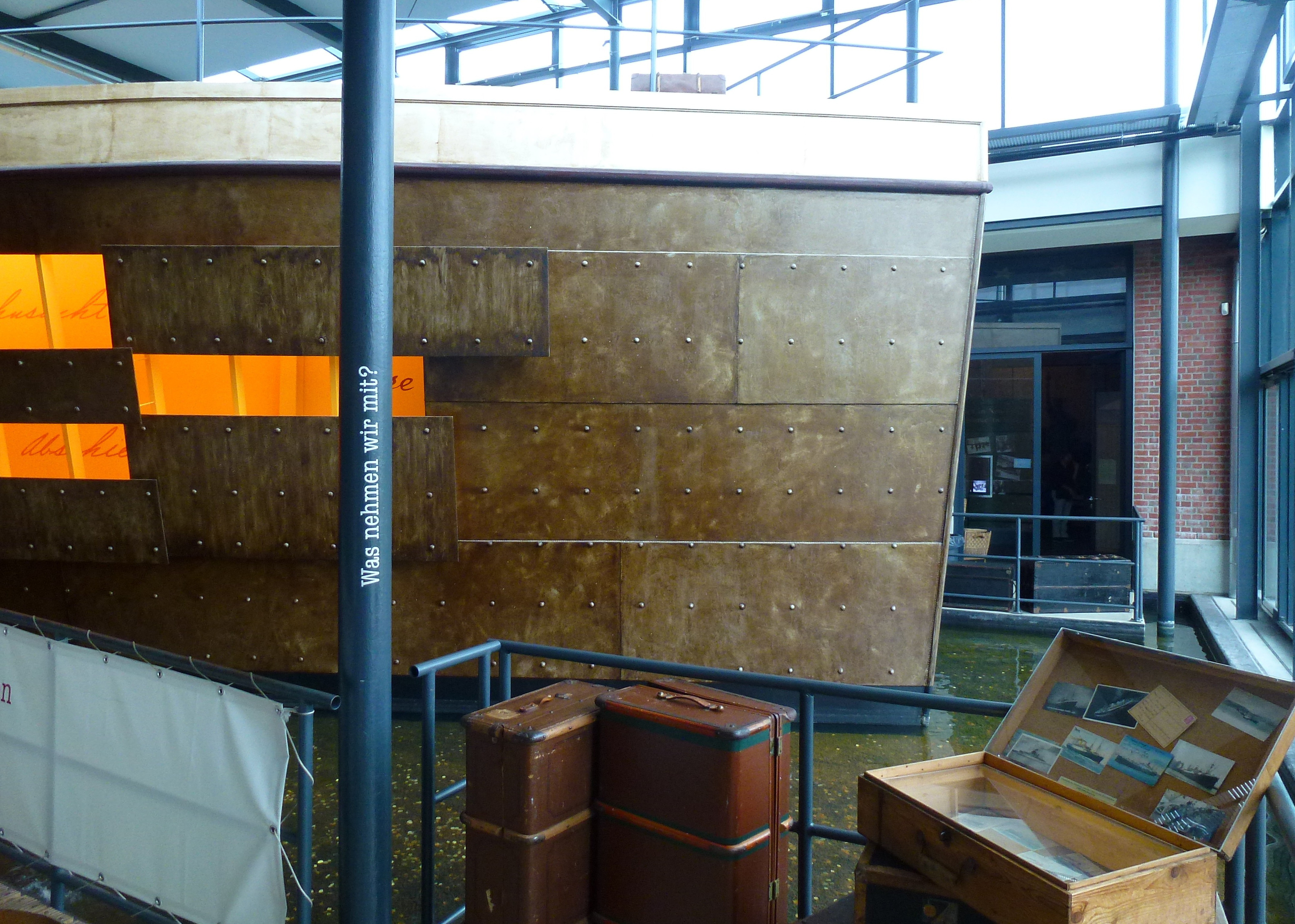
Utvandrarfartyg
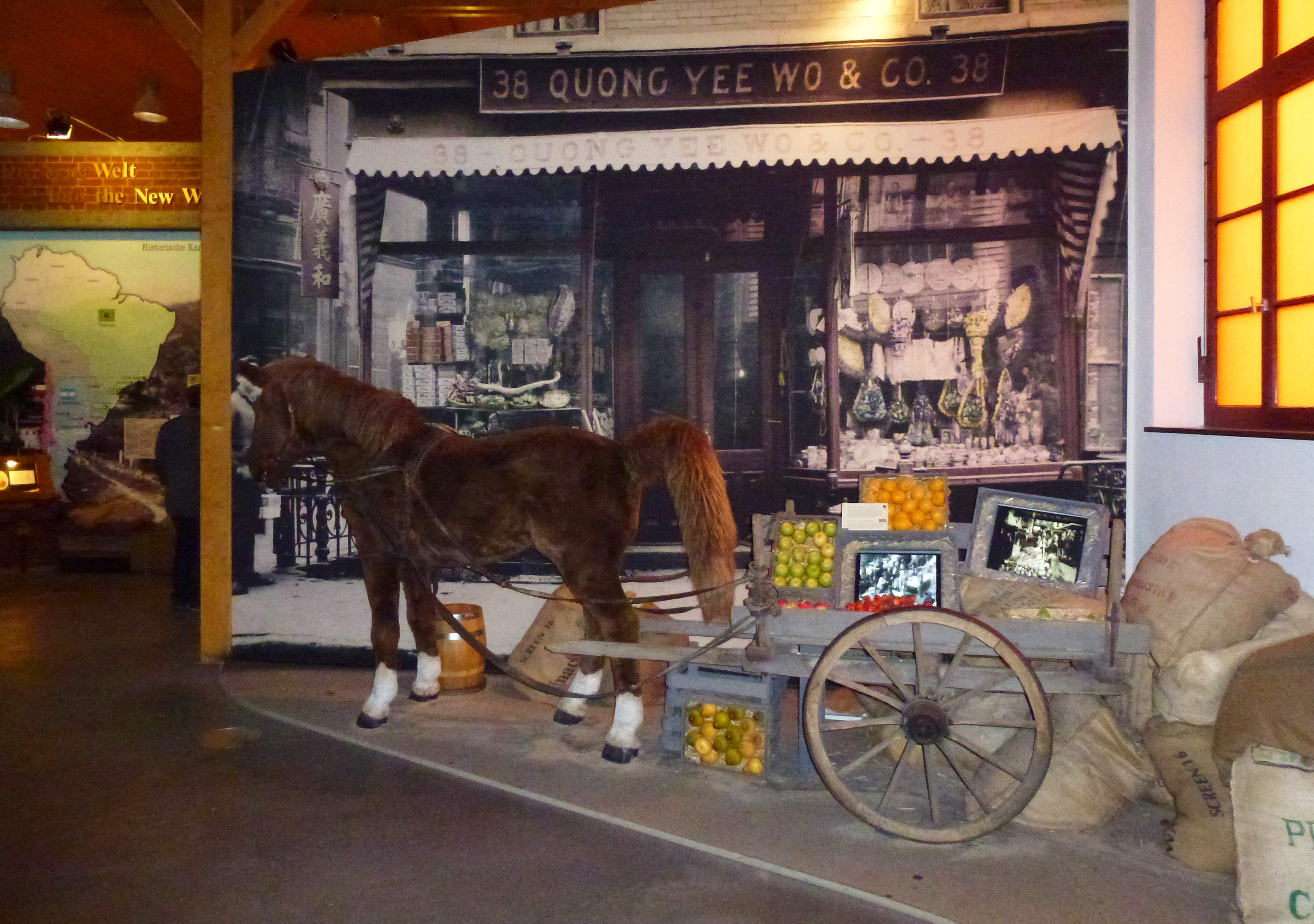
Ankomst i Amerika